# Rebeka Dremelj
Rebeka Dremelj, född 25 juli 1980 i Brežice i Slovenien, är en slovensk sångerska.
2001 var hon Sloveniens representant i skönhetstävlingen Miss World 2001.
Hon har även ett eget underklädesmärke som heter Rebeckas Dream.

## Eurovision Song Contest
Dremelj representerade med låten "Vrag naj vzame" sitt hemland i Eurovision Song Contest 2008 i Belgrad i Serbien. Hon vann den nationella uttagningen EMA med drygt 400 röster fler än tvåan. Dremelj deltog i EMA 2005 också, då med låten Pojdi z menoj som slutade på en tredjeplats i den nationella uttagningen. 2006 deltog hon igen, då med låten Noro se ujameva tillsammans med Domen Kumer, de slutade på en fjärde plats. "Vrag naj vzame" betyder "åt helvetet med det".

## Diskografi

### Album
- 2002 – Prvi korak
- 2004 – To sem jaz
- 2006 – Pojdi z menoj
- 2009 – Nepremagljiva
- 2010 – Differo